# Österreichische Alpine Skimeisterschaften 1962
Die Österreichischen Alpinen Skimeisterschaften 1962 fanden vom 1. bis zum 4. März auf der Katrin in Bad Ischl statt. Abfahrtsläufe wurden nicht ausgetragen, weil die Strecke auf der Katrin zu leicht war und nicht den vorgeschriebenen Höhenunterschied aufwies.

## Herren

### Abfahrt
Nicht ausgetragen.

### Riesenslalom
| Platz | Name                   | Zeit       |
| ----- | ---------------------- | ---------- |
| 01    | Martin Burger          | 1:56,6 min |
| 02    | Hugo Nindl             | 1:57,1 min |
| 03    | Gerhard Nenning        | 1:58,3 min |
| 04    | Josef Stiegler         | 1:58,4 min |
| 05    | Karl Schranz           | 1:58,8 min |
| 06    | Egon Zimmermann        | 1:58,9 min |
| 07    | Helmut Schranz         | 2:00,8 min |
| 08    | Ernst Falch            | 2:01,3 min |
| 09    | Hermann Muckenschnabel | 2:01,8 min |
| 10    | Gottfried Schafflinger | 2:03,0 min |

Datum: 2. März 1962

Ort: Bad Ischl

Piste: Katrin

### Slalom
| Platz | Name                   | Zeit       |
| ----- | ---------------------- | ---------- |
| 01    | Karl Schranz           | 1:49,1 min |
| 02    | Gerhard Nenning        | 1:50,6 min |
| 03    | Josef Stiegler         | 1:50,9 min |
| 04    | Hugo Nindl             | 1:54,8 min |
| 05    | Ernst Falch            | 1:56,3 min |
| 06    | Hermann Muckenschnabel | 1:57,7 min |
| 07    | Sepp Mair              | 1:58,7 min |
| 08    | Franz Digruber         | 1:59,0 min |
|       | Stefan Sodat           | 1:59,0 min |
| 10    | Alois Schuster         | 1:59,1 min |

Datum: 4. März 1962

Ort: Bad Ischl

Piste: Katrin

### Kombination
Die Kombination setzt sich aus den Ergebnissen von Slalom und Riesenslalom zusammen.
| Platz | Name                   | Punkte |
| ----- | ---------------------- | ------ |
| 01    | Karl Schranz           | 11,72  |
| 02    | Gerhard Nenning        | 16,24  |
| 03    | Josef Stiegler         | 18,24  |
| 04    | Ernst Falch            | 56,98  |
| 05    | Hermann Muckenschnabel | 65,58  |
| 06    | Helmut Schranz         | 70,80  |
| 07    | Pepi Kapferer          | 86,96  |
| 08    | Sepp Mair              | 88,96  |
| 09    | Alois Schuster         | 91,64  |
| 10    | Rudolf Bocek           | 92,61  |

## Damen

### Abfahrt
Nicht ausgetragen.

### Riesenslalom
| Platz | Name                      | Zeit       |
| ----- | ------------------------- | ---------- |
| 01    | Erika Netzer              | 1:21,6 min |
| 02    | Traudl Hecher             | 1:23,2 min |
| 03    | Christl Staffner          | 1:23,6 min |
| 04    | Christl Haas              | 1:24,0 min |
|       | Edith Zimmermann          | 1:24,0 min |
| 06    | Grete Grander             | 1:25,0 min |
| 07    | Gertraud Ehrenfried-Gaber | 1:25,4 min |
| 08    | Christl Ditfurth          | 1:26,8 min |
| 09    | Sieglinde Bräuer          | 1:27,1 min |
| 10    | Traudl Eder               | 1:27,5 min |

Datum: 1. März 1962

Ort: Bad Ischl

Piste: Katrin

### Slalom
| Platz | Name                      | Zeit       |
| ----- | ------------------------- | ---------- |
| 01    | Traudl Hecher             | 1:28,7 min |
| 02    | Sieglinde Bräuer          | 1:32,2 min |
| 03    | Christl Staffner          | 1:32,9 min |
| 04    | Traudl Eder               | 1:34,2 min |
| 05    | Gertraud Ehrenfried-Gaber | 1:34,9 min |
| 06    | Christl Ditfurth          | 1:36,6 min |
| 07    | Edith Zimmermann          | 1:37,0 min |
| 08    | Hermine Both              | 1:37,3 min |
| 09    | Grete Digruber            | 1:39,1 min |
| 10    | Christl Machek            | 1:39,8 min |

Datum: 3. März 1962

Ort: Bad Ischl

Piste: Katrin

### Kombination
Die Kombination setzt sich aus den Ergebnissen von Slalom und Riesenslalom zusammen.
| Platz | Name                      | Punkte |
| ----- | ------------------------- | ------ |
| 01    | Traudl Hecher             | 013,56 |
| 02    | Christl Staffner          | 040,64 |
| 03    | Sieglinde Bräuer          | 062,40 |
| 04    | Gertraud Ehrenfried-Gaber | 065,32 |
| 05    | Edith Zimmermann          | 066,29 |
| 06    | Traudl Eder               | 076,68 |
| 07    | Christl Ditfurth          | 084,80 |
| 08    | Hermine Both              | 108,38 |
| 09    | Christl Machek            | 123,90 |
| 10    | Grete Digruber            | 125,66 |